# Wang Qiang (Skilangläufer)
Wang Qiang (chinesisch 王强, Pinyin Wáng Qiáng; * 23. April 1993 in Yichun, Heilongjiang) ist ein chinesischer Skilangläufer.

## Werdegang
Wang nimmt seit 2010 vorwiegend an FIS-Rennen teil. Seine besten Platzierungen bei den Winter-Asienspielen 2017 in Sapporo waren der fünfte Platz im Sprint und der vierte Rang mit der Staffel. Im November 2017 startete er in Ruka erstmals im Weltcup und errang dabei den 112. Platz im Sprint und den 104. Platz über 15 km klassisch. Bei den Olympischen Winterspielen 2018 in Pyeongchang lief er auf den 66. Platz im Sprint, auf den 59. Rang im 50-km-Massenstartrennen und auf den 27. Platz zusammen mit Sun Qinghai im Teamsprint. Anfang Januar 2019 gewann er den Vasaloppet China über 50 km klassisch. Seine beste Platzierungen bei den nordischen Skiweltmeisterschaften 2019 in Seefeld in Tirol waren der 28. Platz im Sprint und der 13. Rang mit der Staffel. In der Saison 2019/20 holte er in Davos mit dem 25. Platz im Sprint und in Planica mit dem 17. Platz im Sprint seine ersten Weltcuppunkte.
In der Saison 2021/22 erreichte Wang in Lahti mit Platz sechs im Sprint seine erste Top-Zehn-Platzierung im Weltcup und kam in Drammen mit Platz zwei im Sprint erstmals aufs Podest. Beim Saisonhöhepunkt, den Olympischen Winterspielen 2022 in Peking, belegte er den 46. Platz im 50-km-Massenstartrennen, den 30. Rang im Sprint sowie jeweils den 13. Platz im Teamsprint und mit der Staffel. Die Saison beendete er auf dem 36. Platz im Gesamtweltcup sowie auf dem 12. Platz im Sprintweltcup.

## Erfolge

### Siege bei Worldloppet-Cup-Rennen
| Nr. | Datum          | Ort       | Rennen           | Disziplin                   |
| --- | -------------- | --------- | ---------------- | --------------------------- |
| 1.  | 4. Januar 2019 | Changchun | Vasaloppet China | 50 km klassisch Massenstart |

### Siege bei Rollerski-Weltcuprennen
| Nr. | Datum        | Ort    | Disziplin                  |
| --- | ------------ | ------ | -------------------------- |
| 1.  | 6. Juli 2019 | Peking | 20 km Freistil Massenstart |

## Teilnahmen an Weltmeisterschaften und Olympischen Winterspielen

### Olympische Spiele
- 2018 Pyeongchang: 24. Platz Teamsprint Freistil, 55. Platz 50 km klassisch Massenstart, 61. Platz 30 km Skiathlon, 63. Platz Sprint klassisch
- 2022 Peking: 13. Platz Teamsprint klassisch, 13. Platz Staffel, 30. Platz Sprint Freistil, 46. Platz 50 km Freistil Massenstart

### Nordische Skiweltmeisterschaften
- 2019 Seefeld in Tirol: 13. Platz Staffel, 21. Platz Teamsprint klassisch, 28. Platz Sprint Freistil, 72. Platz 15 km klassisch
- 2025 Trondheim: 12. Platz Teamsprint klassisch, 17. Platz Sprint Freistil, 74. Platz 20 km Skiathlon